# Schloss Grünbühel (Steiermark)

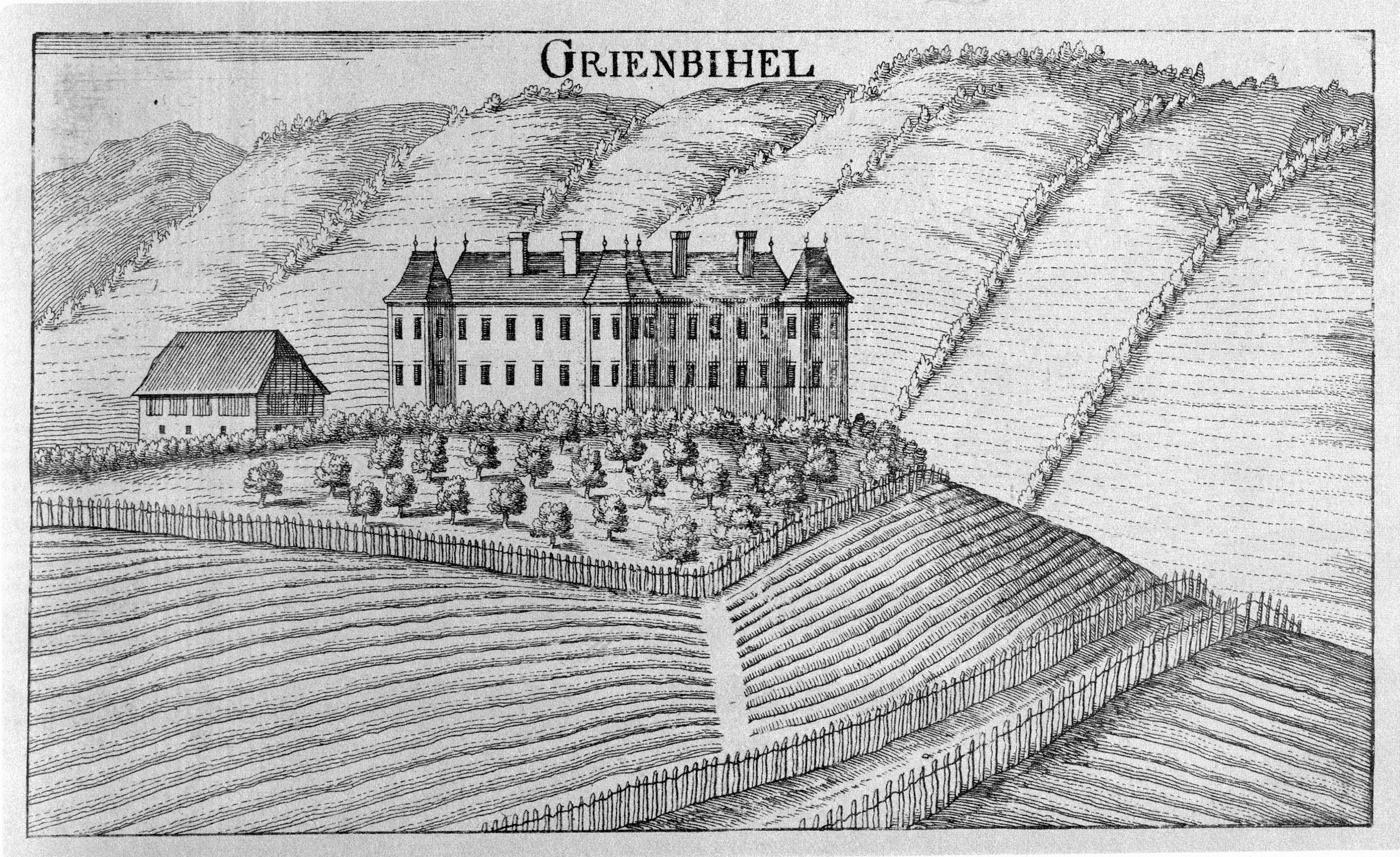
Schloss Grünbühel, Kupferstich M. Vischer, um 1680

Das Schloss Grünbühel, auch Schloss Grünbichl, liegt nördlich der Stadt Rottenmann im Ortsteil Villmannsdorf.

## Schlossgebäude
Das Schloss ist ein düsterer langgestreckter Bau mit Eckrisaliten. Es gibt Räume mit Stuckdecken aus dem 17. Jahrhundert. Die Kapelle wurde am Ende des 17. Jahrhunderts erneuert.

## Geschichte
Erstmals erwähnt wurde das Schloss um 1419 als „Hof am Püchl“ der Familie Pichler (Püchler). Über diese kam es durch Heirat an die Familie Hofmann, die sich danach „von Grünbühel“ nannte. Nach Übernahme der Burg Strechau durch die zu Freiherren erhobenen Hofmann wurde diese zum Hauptsitz dieser Familie. Nachdem die letzte Erbin der Familie Hofmann, Anna Potentiana Jörger aufgrund ihres protestantischen Glaubens das Land verlassen musste, wurde Grünbühel verkauft. Es wechselte oftmals seine Besitzer, so die Grafen Stainach, Freiherren von Putterer und die Grafen Welsersheimb. Vor 1640 brannte das Schloss das erste Mal aus und wurde wiederaufgebaut. 1843 erwarb Matthias Schupfer das Schloss und stellte einen Saal den evangelischen Gläubigen von Rottenmann als Betraum zur Verfügung. Nächst dem Schlosse wurde auch ein Friedhof errichtet. Durch seine Erben kam es an die heutigen Besitzer, die Familie Thörler. Einen weiteren Brand erlitt das Schloss im Jahre 1866, wo der größte Teil des vierkantigen Gebäudes zerstört wurde.